# James Guillaume
James Guillaume (ur. 16 lutego 1844, zm. 20 listopada 1916) – działacz szwajcarskiego i francuskiego ruchu anarchistycznego; członek Rady Generalnej I Międzynarodówki; współtwórca anarchistycznej Federacji Jurajskiej.

## Życiorys
Guillaume ukończył studia w Zurychu i początkowo pracował jako nauczyciel gimnazjalny. W 1865 r. współuczestniczył w zakładaniu szwajcarskiej sekcji I Międzynarodówki. Od 1868 r. współpracował z Michaiłem Bakuninem. W 1870 r. brał udział w tworzeniu Federacji Jurajskiej (przez pewien okres szwajcarskiej sekcji Międzynarodówki), w której był jednym z najaktywniejszych działaczy. Był redaktorem organu prasowego Federacji „Bulletin de la Fédération Jurasienne” (wydawanego w latach 1872–1878 w Sonviller, La Chaux-de-Fonds i Le Locle). Skomponował również muzykę do „La Jurasienne”, hymnu Federacji.
Był redaktorem czasopism anarchistycznych „Le Progrés” (Le Locle 1868-1870) i „La Solidarité” (Neuchâtel-Genewa 1870-1871).
W 1872 r. został wraz z Bakuninem usunięty z Rady Generalnej Międzynarodówki; po rozłamie w tej organizacji był autorem strategicznych koncepcji jej anarchistycznego skrzydła (tzw. „Międzynarodówki antyautorytarnej), sformułowanych w tekście „Idées sur l’organisation sociale” („Myśli o organizacji społecznej”).
W maju 1878 r. wycofał się z ruchu anarchistycznego i wyjechał do Paryża, gdzie m.in. współpracował z Ferdinandem Buissonem w publikacji Encyklopedii Edukacji, wydawał książki pedagogiczne i beletrystyczne.
Włączył się ponownie w działalność anarchistyczną pod koniec XIX wieku, kiedy w ruchu anarchistycznym dominował już anarchosyndykalizm. Redagował anarchosyndykalistyczne czasopismo „La Bataille Syndicaliste”. W latach 1907–1913 wydał 4 tomy dzieł Bakunina (II-VI), tłumaczył także książki syndykalistyczne oraz działał w ruchu Uniwersytetów Ludowych.